# 真正奥義書
『真正奥義書』（しんせいおうぎしょ、羅: Grimorium Verum、「真の魔法書」の意）は、悪魔や精霊などの性質や、それらを使役する方法を記した魔術書であるグリモワールの1つである。日本語では他に、音写による『グリモリウム・ウェルム』という呼称も用いられる。

## 概要
『真正奥義書』は黒魔術に属するグリモワールの1つである。現代的な編集版は別として、フランス語とイタリア語のいくつかの刊本が現存する。フランス語版には、1517年に出版されたと銘打たれたアリベク版と1830年ごろに出版されたシモン・ブロケル版がある。イタリア語版には1868年にミラノで出版されたベステッティ版と1880年にフィレンツェで出版されたアマート・ムッツィ版がある。いずれもラテン語の誤りや図の欠落が多く見られる雑駁で杜撰なつくりの書物である。フレッド・ゲティングズは『悪魔の事典』の中で、A・E・ウェイトの見解（後述）を踏襲して『真正奥義書』を18世紀イタリアの発祥としているが、近年の研究ではこれと異なる見解も提出されている。たとえば『真正奥義書』の英訳を出版した魔法書研究家ジョゼフ・ピーターソンは、現存するイタリア語版はフランス語版を基に作られた可能性が高いことを示唆している。ラテン語の綴り間違いがブロケル版と一致し、中央に精霊のシジルの描かれた円の周囲の文字がフランス語のままになっているからである。
多くのグリモワールと同様、本書もソロモン王に由来するものであることを謳っている。『ソロモンの鍵』と魔法の道具の描写や祈祷の形式に類似が見られ、『ソロモンの鍵』に基づくものと考えられている。フランス語版のタイトルページ裏にはLes Véritables clavicules de Salomon（『ソロモンの真なる鎖骨』）というタイトルが記されており、コラン・ド・プランシーもその著書『地獄の辞典』の中で、『真正奥義書』をこの名で紹介している。
『真正奥義書』の冒頭では、1517年にメンフィスで「エジプト人アリベク」により刊行されたと銘打たれている。しかし、学者たちの一致した意見では、1517年の時点ですでにメンフィスは廃墟と化して久しかったことから、このような主張は真実ではなく、本書は実際には、フランス語やイタリア語で書かれている最初期の版とともに18世紀か19世紀に発したものとされている。A・E・ウェイトはこの小冊の大部分を翻訳し、1911年に出版された『儀式魔術の書』（原題：The Book of Ceremonial Magic）（初版は1898年『黒魔術と契約の書』）に収録した。その中でウェイトはこう述べている。

『真正奥義書』のタイトルページに明記された年代は言うまでもなく虚偽である。この文書は18世紀中葉のものであり、メンフィスとはローマである。

イドリース・シャー（en:Idries Shah）も、1957年に出版した『魔術の秘密の知識：魔法使いの書』（en:The Secret Lore of Magic）に本書の一部を掲載している。

## ソロモンの鍵との関係
マグレガー・マサースの編纂した『ソロモンの鍵』に組み入れられたフランス語諸写本のひとつである大英図書館所蔵ランズダウン稿本1202『アルマデルによるソロモン王の真の鍵』（Les Vrais Clavicules du Roi Salomon par Armadel）には、このグリモワールのひとつのバージョンが「ソロモン王の鍵、第三之書」として含まれていた。しかしこれは次のような説明を以って『鍵』から除外された。

最後に悪霊の印章とともに『真正奥義書』からの短い抜粋があるが、それらは本来の「ソロモンの鍵」に属さないものであるため、わたしはこれを載せていない。「鍵」に分類されるのが第一之書と第二之書に限るということは歴然としているからである。

ランズダウン稿本1202は17世紀のものとされるが、後から付け足されたこの第三部と共通する内容をもつ18世紀の古文書が他にも存在する。そのひとつはウェルカム稿本4669アート2『ソロモンの鍵の包括的概論』（Traité Universal des Clavicules de Salomon、1796年）の第一部である。ランズダウン稿本1202の第三部はルシフェル、ベルゼビュート、エレストルという三人の精霊のプリンスの名を挙げ、これを図示している。ウェルカム稿本4669はエレストルへの言及が欠けているものの、同様にこの3者の図を掲載している。いずれもルシフェルの眷属はヨーロッパとアジアに住み、ベルゼビュートの配下はアメリカ大陸に住んでいるとしている。このようなデーモンと大陸の対応関係は、「ソロモンの鍵」の原形とされるギリシア語の魔術書「ソロモンの魔術論」における精霊と四方位の関係（ルシフェル＝東、ベルゼブブ＝南、アスタロト＝西、アスモダイ＝北）に由来し、後代のグリモワールではこの対応関係はしばしばまぜこぜになった。一説には、この文書が『真正奥義書』の原型であり、アリベク版の作者はエレストルをアスタロトと解釈した上でこれを『真正奥義書』の中に組み入れたとも言われる。

## 諸版
- Alibeck the Egyptian (2007). Grimorium Verum. Peterson, Joseph H. ed. and tr.. Createspace. ISBN 978-1434811165
- Alibeck the Egyptian (2009). The True Grimoire. Stratton-Kent, Jake ed.. Scarlet Imprint -  出版社のサイトにおける解説